# ピーマン ボン ジョルノ .カンパニー
ピーマン ボン ジョルノ .カンパニー（PIEMENT BUON GIORNO .COMPANY）は、プロ野球・東北楽天ゴールデンイーグルスの未公認マスコットで、Dr.ペペローネ、ho.la.ピーマン、O.Jパプリカの3マスコットからなる。ピーマンがモチーフ。

## 来歴
- （不明）年、ローマのオリンピコスタジアムの改修や、バルセロナのサグラダ・ファミリア大聖堂を手掛ける。そして、今度は宮城球場の第三期改修工事を手伝おうとイタリアから来日。
- 2006年11月23日、楽天イーグルスファン感謝祭でファンの前に初登場。球団歌を歌う狗鷲合唱団が入場すると、彼らも指揮台となるリフターに乗って現れ一緒に、口パクで歌を歌った。口パクで歌うことに目覚めたのか、改修工事という本来の目的を忘れ、その後も球場外周やSENDAI光のページェントなどのイベント会場で(口パクで)歌を披露する。
- 2007年8月4日、「栗原パプリカ親善大使」に任命される。8月4日～5日の2日間、本拠地・宮城球場外周で「食材王国みやぎ」（物産展）が開催。3人はパプリカを販売していた栗原市のブースに興味津々。販売会の視察に来ていた栗原市長にOJ.パプリカが猛アピールし、急きょ親善大使として任命されることが決まった。任期は2007年8月4日から2009年3月31日まで。「栗原産パプリカ」をもっと知ってもらうため、楽天イーグルスの公式サイトでパプリカを使ったオリジナルレシピを紹介する。

## プロフィール
- 英名称：PIEMENT BUON GIORNO .COMPANY
- 出身：イタリア（自称）

メンバー
- Dr.ペペローネ（Dr.peperone）自称・設計技師。服と帽子は緑色。朱色のメガネ。案外にギター職人。
- ho.la.ピーマン（ho.la.piement）自称・営業。服と帽子は紫色。赤色のメガネ。メインボーカル。意外に礼儀が正しい。
- O.J パプリカ（O.J Paprika）自称・現場監督。服と帽子は黄色。ピンクのメガネ。意外に型破り。

## 会える場所

### 本拠地試合で
- 1回裏・2回裏・3回裏に、グラウンドをライトポールからレフトポールへ向かって走り抜ける。
- 6回裏終了時（ビジターチームのラッキーセブン）に、ビジター球団歌を歌っている3人の姿が、オーロラビジョンに映し出される。ビジターチームの本拠地球場の屋根の上に立って歌っている。
- 三塁ベンチ前にギター持って現れる。
- 試合終了後、球場外周を歩いている。

### イベントで
- SENDAI光のページェントのイベント出演。
- 2008年12月21日（日）にピーマンボンジョルノ、エアーライブコンテストを行う。

## その他
- 3人の名前ピーマン、パプリカ、ペペローネ（英語でピーマン）から、3人の姿はピーマンをモチーフにしている可能性がある。
- ピーマンボンジョルノカンパニーを日本語に訳すと「ピーマンおはよう.会社（仲間）」である。
- ho.la.ピーマンを日本語に訳すと「私はピーマンを持っています」である。
- Dr.ペペローネを日本語に訳すと「ピーマン医師」である。
- O.JパプリカのO.J.はアメリカでは、オレンジジュースの略語だが、関連性があるかは不明。